# Цвітковський Юрій Юрійович
Ю́рій Ю́рійович Цвітко́вський (1843—1913) — педагог, громадський діяч.

## Життєпис
Юрій Цвітковський закінчив Київський університет.
Працював викладачем Володимирського кадетського корпусу у Києві, через українофільські погляди змушений був піти у відставку.
Викладав у київських, петербурзьких, московських навчальних закладах. Був співробітником журналу «Украинская жизнь».
Юрій Цвітковський — член «Старої громади», в якій брали участь М. Драгоманов, М. Зібер, П.Житецький, О. Русов, Ф. Вовк, М. Лисенко та ін.
Один із засновників Південно-Західного відділу Російського географічного товариства.
Був редактором газети «Киевский телеграф». Через свою діяльність переслідувався поліцією. Після розгортання репресій проти українофілів, виходу Емського указу 1876р, закриття Південно-Західного відділу Російського географічного товариства, Ю.Цвітковськи емігрує за кордон.

## Редактор газети «Киевский телеграф»
1874 року Євдокія Гогоцька, дружина одного з місцевих професорів, придбала друкарню та відкупила часопис, що виходив у Києві, але не користувався популярністю серед населення. Вона запросила для співпраці членів «Старої громади». Програму часопису опрацював М. Драгоманов, а працю редактора перебрав Ю. Цвітковський. Так «Киевский Телеграф» став органом української думки. Розпочавши свою працю, викликав «Киевский Телеграф» посилену реакцію тієї частини російського суспільства, речниками якої були «Киевлянин» у Києві і «Голос» у Петербурзі в спілці з органами польської преси. Виступи цієї преси «Киевский Телеграф» успішно розбивав і ліквідував, стаючи поважним літературно-політичним органом.
1875 року київський цензор Пузиревський дістав від начальника головного Управління в справах друку конфіденційний наказ такого змісту: «З огляду на те, що Головне управління дістало деякі відомості про газету „Киевский Телеграф“, пропонується вам при цензуруванні зазначеної газети ставитися до неї з особливою обачністю та, між іншим, не допускати в ній жодних статей, що провадять українські тенденції». Було це початком. А за ним, через місяць, новий наказ, за ним — дальші. Та проблеми розпочалися і у видавництві. Сильвестр Гогоцький, чоловік Євдокії, побачивши справжнє обличчя «Киевского Телеграфа», намагався вплинути на дружину. А коли йому в цьому не щастило, звернувся до М. Юзефовича. Репресії збільшилися. Видавателька почала дорікати редакції в націоналізмі. Врешті, надіслала до редактора Ю. Цвітковського листа з рішучою вимогою: «Або відмовитися від крайнього напрямку, або з 1 серпня редакція фактично перейде до інших рук…» У відповідь на це українці — члени редакції та співробітники — покинули часопис наприкінці 1875 року. Сподівання видавательки, що часопис у «інших руках» зможе залишитися на тій висоті, на яку піднесла його попередня редакція, не справдилися. Незабаром він занепав, його довелося зліквідувати.